# Đường Phetkasem

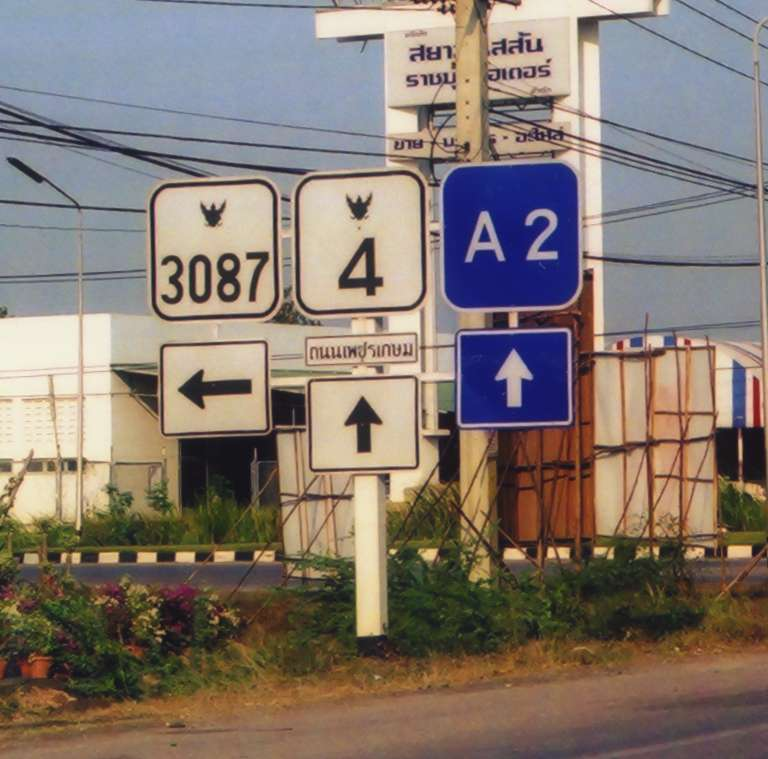
Biển chỉ đường ở Ratchaburi

Đường Phetkasem (tiếng Thái: ถนนเพชรเกษม, cũng gọi là đường Petchkasem) hay đường Thái Lan 4 (tiếng Thái: ทางหลวงแผ่นดินหมายเลข 4, ) là một trong 4 tuyến quốc lộ chính ở Thái Lan, cùng với đường Phahonyothin (đường 1), đường Mittraphap (đường 2) và đường Sukhumvit (đường 3). Với chiều dài 1.274 km, đây là tuyến quốc lộ dài nhất ở Thái Lan. Tuyến đường bắt đầu ở cầu Naowa Chamnian tại Bangkok Yai, Bangkok. Tuyến đường được đặt tên theo Luang Phetkasemwithisawasdi, tổng giám đốc thứ 7 của Cục quản lý đường cao tốc.
Các tỉnh dọc tuyến đường là Samut Sakhon, Nakhon Pathom, Ratchaburi, Phetchaburi, Prachuap Khiri Khan, Chumphon, Ranong, Phang Nga, Krabi, Trang, Phatthalung và Songkhla, nối với đường cao tốc Bắc-Nam (NSE) của Malaysia tại đèo Sadao và đèo Bukit Kayu Hitam.
Ba đoạn quốc lộ này cũng thuộc xa lộ châu Á AH2.
- Từ Nakhon Pathom đến Chumphon
- Từ Phatthalung đến Ban Khu Ha
- Từ Hat Yai đến biên giới Malaysia nơi nó nối vào North-South Expressway, Malaysia